# Kain i Abel
Kain i Abel – postaci w religiach abrahamowych, synowie Adama i Ewy. Biblijna Księga Rodzaju opowiada o tym, jak Kain zabił młodszego brata i jak został za to ukarany. Podaje historię rodu Kaina (Rdz 4), a także trzeciego brata Seta (Rdz 5). Więcej przekazów o Kainie i Ablu zawiera literatura rabiniczna, literatura apokryficzna, a także Koran.

## Historia Kaina i Abla

### Relacja biblijna

#### Historia Kaina i Abla

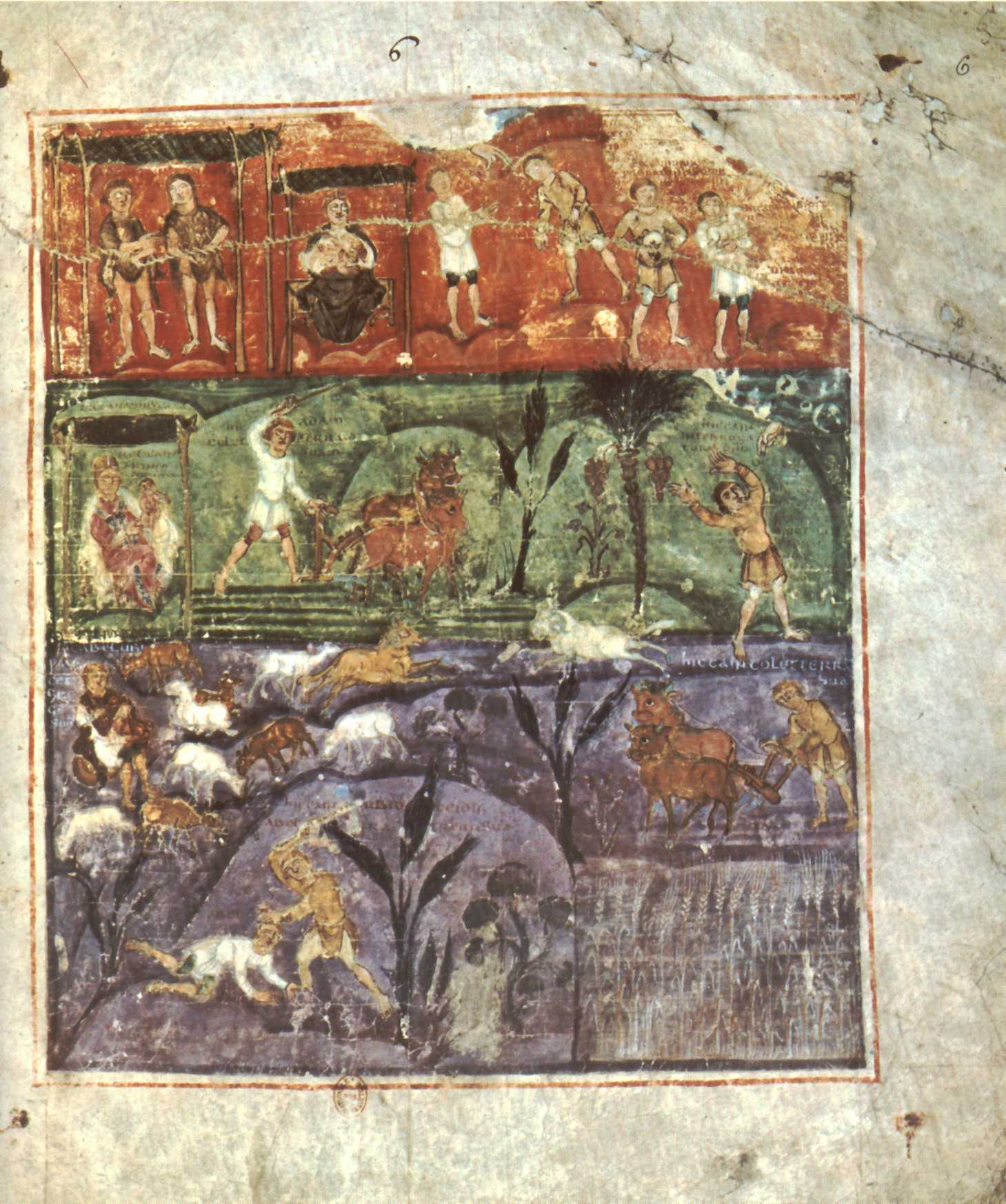
Pagina 6 strona prawa z Pięcioksięgu Ashburnhama

Kain (hebr. ‏קַיִן‎) był synem Adama i Ewy. Jego imię Ewa tłumaczy w Biblii słowami „otrzymałam mężczyznę od Jahwe” (Rdz 4,1). Abel (hebr. ‏הֶבֶל‎, trb. Hebel) przyszedł na świat później (Rdz 4,2).
Kain był rolnikiem, a Abel pasterzem (Rdz 4,2). Kain złożył w ofierze Bogu płody ziemne, podczas gdy młodszy brat ofiarował najlepsze zwierzęta ze swojego stada (Rdz 4,3-4). Bóg przyjął ofiarę Abla, na ofiarę Kaina nie chciał zaś patrzeć (Rdz 4,4-5). Zasmuciło to Kaina, który chodził odtąd z ponurą twarzą (Rdz 4,5).
W egzegezie biblijnej ponura (dosł. „zapadła”) twarz Kaina oznacza stan nierównowagi moralnej. Potwierdza to fakt, że Bóg zwrócił się bezpośrednio do Kaina, pytając, czemu jego twarz jest ponura, i mówiąc, że gdyby postępował dobrze, jego twarz byłaby pogodna (dosł. „podniesiona”) – w innym przypadku czyha na niego grzech u wrót (Rdz 4,6-7).
Rozpoczynające zwięzłą relację o zamordowaniu Abla przez brata zdanie: Rzekł Kain do brata swego – «chodźmy na pole» (Rdz 4,8) stanowi dodatek pochodzący z Septuaginty. Gdy bracia znaleźli się na polu, Kain rzucił się na niego i zamordował (Rdz 4,8).
Po śmierci Abla Ewa urodziła kolejnego syna, Seta, tłumacząc jego imię słowami „dał mi Bóg potomka innego w zamian za Abla”.

#### Dalsze losy Kaina
Gdy Kain zabił Abla, Bóg zwrócił się do Kaina słowami: Gdzie jest brat twój, Abel?, na co Kain odpowiedział sławnym zdaniem: Nie wiem. Czyż jestem stróżem brata mego? (Rdz 4,9). Rozgniewany Bóg potępił czyn Kaina mówiąc, że krew jego brata woła do niego z ziemi (Rdz 4,11). Przeklinając go i uprawianą przez niego ziemię, która wchłonęła krew Abla (Rdz 4,11), sprawił, że ziemia ta nie da już więcej żadnych plonów Kainowi. On sam będzie musiał odtąd stać się na zawsze tułaczem (Rdz 4,12).
Kain powiedział Bogu Jahwe, że wyznaczona mu kara jest zbyt ciężka – skoro ma odtąd tułać się po świecie ukrywając się przed Bogiem, będzie mógł go zabić każdy człowiek, którego napotka (Rdz 4,13-14). Bóg odpowiedział mu, że każdy, kto by go zabił, poniósłby za to siedmiokrotną pomstę. Aby do tego nie dopuścić, naznaczył Kaina znamieniem, by każdy mógł go od razu rozpoznać (Rdz 4,15) – fakt ten odbił się w języku jako związek frazeologiczny piętno kainowe. Następnie Kain odszedł od Jahwe i zamieszkał w kraju Nod, położonym na wschód od Edenu (Rdz 4,16).
Księga Rodzaju nie mówi nic o potomkach Abla ani o tym, czy miał on żonę. 
Natomiast mówi o tym, że Kain miał żonę i jednego syna, Henocha, na którego cześć zbudował miasto Henoch. Wywód potomków Kaina w Księdze Rodzaju przedstawia się następująco: Kain – Henoch – Irad – Mechujael – Metuszael – Lamek.

Lamek pojął za żony dwie kobiety o imionach Ada i Silla. Ze związku Ady i Lameka byli: Jabal i Jubal. Z drugą żoną Sillią Lamek miał Tubal-Kaina i córkę Naamę.
Pismo Święte nie podaje rozpowszechnionych w mitologii hebrajskiej informacji o szczególnym zepsuciu moralnym potomków Kaina, przypisując im jedynie różne wynalazki (pasterstwo, grę na cytrze i flecie, kowalstwo). Po wywodzie potomków Kaina podaje jednak wywód potomków Adama (a właściwie jego najmłodszego, nieodrzuconego syna Seta), do którego należał Noe i jego synowie. Opis degeneracji moralnej ludzkości przed Potopem znajduje się w Księdze Rodzaju zaraz za wywodem potomków Seta – dlatego też przekonanie o występności potomków Kaina i prawowitości potomków Seta jest bardzo powszechne, np. w literaturze patrystycznej.
|       |       |       |       |       |       |  |  |       |       |       |       |           |       | Adam  | Adam  | Adam       | Adam       | Adam       | Adam       |            |            |      |      |       |       | Ewa   | Ewa   | Ewa   | Ewa   | Ewa | Ewa |     |     |  |  |
|       |       |       |       |       |       |  |  |       |       |       |       |           |       | Adam  | Adam  | Adam       | Adam       | Adam       | Adam       |            |            |      |      |       |       | Ewa   | Ewa   | Ewa   | Ewa   | Ewa | Ewa |     |     |  |  |
|       |       |       |       |       |       |  |  |       |       |       |       |           |       |       |       |            |            |            |            |            |            |      |      |       |       |       |       |       |       |     |     |     |     |  |  |
|       |       |       |       |       |       |  |  |       |       |       |       |           |       |       |       |            |            |            |            |            |            |      |      |       |       |       |       |       |       |     |     |     |     |  |  |
|       |       |       |       |       |       |  |  |       |       |       |       | Kain      | Kain  | Kain  | Kain  | Kain       | Kain       |            |            | Abel       | Abel       | Abel | Abel | Abel  | Abel  |       |       | Set   | Set   | Set | Set | Set | Set |  |  |
|       |       |       |       |       |       |  |  |       |       |       |       | Kain      | Kain  | Kain  | Kain  | Kain       | Kain       |            |            | Abel       | Abel       | Abel | Abel | Abel  | Abel  |       |       | Set   | Set   | Set | Set | Set | Set |  |  |
|       |       |       |       |       |       |  |  |       |       |       |       | Henoch    |       |       |       |            |            |            |            |            |            |      |      |       |       |       |       |       |       |     |     |     |     |  |  |
|       |       |       |       |       |       |  |  |       |       |       |       |           |       |       |       |            |            |            |            |            |            |      |      |       |       |       |       |       |       |     |     |     |     |  |  |
|       |       |       |       |       |       |  |  |       |       |       |       | Irad      |       |       |       |            |            |            |            |            |            |      |      |       |       |       |       |       |       |     |     |     |     |  |  |
|       |       |       |       |       |       |  |  |       |       |       |       |           |       |       |       |            |            |            |            |            |            |      |      |       |       |       |       |       |       |     |     |     |     |  |  |
|       |       |       |       |       |       |  |  |       |       |       |       | Mechujael |       |       |       |            |            |            |            |            |            |      |      |       |       |       |       |       |       |     |     |     |     |  |  |
|       |       |       |       |       |       |  |  |       |       |       |       |           |       |       |       |            |            |            |            |            |            |      |      |       |       |       |       |       |       |     |     |     |     |  |  |
|       |       |       |       |       |       |  |  |       |       |       |       | Metuszael |       |       |       |            |            |            |            |            |            |      |      |       |       |       |       |       |       |     |     |     |     |  |  |
|       |       |       |       |       |       |  |  |       |       |       |       |           |       |       |       |            |            |            |            |            |            |      |      |       |       |       |       |       |       |     |     |     |     |  |  |
| Ada   | Ada   | Ada   | Ada   | Ada   | Ada   |  |  |       |       |       |       | Lamek     | Lamek | Lamek | Lamek | Lamek      | Lamek      |            |            |            |            |      |      | Silla | Silla | Silla | Silla | Silla | Silla |     |     |     |     |  |  |
| Ada   | Ada   | Ada   | Ada   | Ada   | Ada   |  |  |       |       |       |       | Lamek     | Lamek | Lamek | Lamek | Lamek      | Lamek      |            |            |            |            |      |      | Silla | Silla | Silla | Silla | Silla | Silla |     |     |     |     |  |  |
|       |       |       |       |       |       |  |  |       |       |       |       |           |       |       |       |            |            |            |            |            |            |      |      |       |       |       |       |       |       |     |     |     |     |  |  |
|       |       |       |       |       |       |  |  |       |       |       |       |           |       |       |       |            |            |            |            |            |            |      |      |       |       |       |       |       |       |     |     |     |     |  |  |
| Jabal | Jabal | Jabal | Jabal | Jabal | Jabal |  |  | Jubal | Jubal | Jubal | Jubal | Jubal     | Jubal |       |       | Tubal-Kain | Tubal-Kain | Tubal-Kain | Tubal-Kain | Tubal-Kain | Tubal-Kain |      |      | Naama | Naama | Naama | Naama | Naama | Naama |     |     |     |     |  |  |

### Kain i Abel w Koranie
Historia Kaina (Qabil) i Abla (Habil) w Koranie podobna do tej ze Starego Testamentu. W wersji koranicznej Kain pochował swojego brata po tym, jak zobaczył kruka zesłanego przez Allaha wygrzebującego ziemię (5:27–31). Według Koranu po zobaczeniu kruka Kain pożałował tego, co zrobił. Koran 5:27–31
Opowiedz im historię o dwóch synach Adama zgodnie z prawdą. Oto obydwaj przynieśli ofiarę; i została przyjęta od jednego z nich, a nie została przyjęta od drugiego. On powiedział: «Ja z pewnością cię zabiję!» Ten powiedział: «Bóg przyjmuje tylko od bogobojnych. Jeśli nawet wyciągniesz rękę ku mnie, aby mnie zabić, to ja nie wyciągnę ręki ku tobie, aby ciebie zabić. Zaprawdę, ja lękam się Boga, Pana światów! Zaprawdę, chcę, abyś wziął na siebie mój grzech i swój grzech i abyś znalazł się wśród mieszkańców ognia. Taka jest zapłata niesprawiedliwych.» I dusza jego popchnęła go do zabójstwa brata; zabił go i znalazł się wśród tych, którzy ponieśli stratę. Wówczas Bóg posłał kruka, który podrapał ziemię, aby mu pokazać, jak ukryć zwłoki brata. Powiedział on: «O biada mi! Czyż ja nie mogę być podobnym do tego kruka i ukryć zwłok mego brata?» I wtedy znalazł się wśród tych, którzy wyrażają skruchę. (Przeł. Józef Bielawski)

## Egzegeza

### Egzegeza historyczna
Niejasności widoczne w biblijnej historii o Kainie i Ablu, takie jak obecność rozwiniętej kultury i dużej liczby ludzi, egzegeci tłumaczą tym, że jest ona przeniesieniem opowiadania z czasów późniejszej, rozwiniętej już cywilizacji w czasy pierwszych ludzi. Historia Kaina i Abla obrazuje napięcie między cywilizacją pasterską a cywilizacją rolniczą. Także sam opis ofiar może być odzwierciedleniem późniejszych przepisów rytualnych – świadczy o tym np. przypominający opis ofiary złożonej przez Abla nakładany przez Księgę Wyjścia (Wj 13,12; 29-13) obowiązek ofiarowywania najlepszych zwierząt ze stada i spalania tłuszczu zwierzęcego.

### Egzegeza teologiczna
W interpretacji teologicznej historia o Kainie i Ablu podkreśla następstwa grzechu pierworodnego, jako że już najbliżsi potomkowie prarodziców reprezentują przeciwstawne postawy moralne, decydujące o odrzuceniu lub przyjęciu przez Boga. W przekazie biblijnym występuje również podkreślenie wolności ludzkiej, gdy Bóg zwraca się do Kaina (Rdz 4,7). Śmierć Abla tylko dlatego, że cieszył się on błogosławieństwem bożym, można uznać za ilustrację tezy, że dobro jest nienawidzone i prześladowane w świecie ludzkim. Śmierć Abla jako niewinnej ofiary (co podkreśla także fakt, że był on pasterzem) można uznawać także za figurę mesjańską. Święty Augustyn w Państwie Bożym widzi w Kainie typ człowieka ziemskiego, w Ablu typ człowieka Bożego:

Państwo świata i Państwo Boże rozpoczyna swój byt z urodzeniem Kaina i Abla. Państwem Bożym na ziemi jest Jeruzalem; państwo świata pragnie dóbr znikomych i zdobywa je przez walkę. Zwycięża jednak sprawiedliwość i wtedy nastaje pokój z łaski Boga. Państwo świata założył Kain, a mordując brata wykazał, że między Państwem Bożym państwem świata będzie wieczna walka. Pokolenie Kaina i Abla – Seta, ich historia i moralne cechy charakteryzują dokładnie Państwo Boże i państwo świata. (De Civ. Dei XV, 1)

#### Kain i Abel w Starym Testamencie
Poza historią z Księgi Rodzaju sprawa Kaina i Abla nie odgrywa żadnej roli w refleksji teologicznej Izraela. Stary Testament nie wspomina już o niej więcej.

#### Kain i Abel w Nowym Testamencie
W Pierwszym liście św. Jana Apostoła apostoł zwraca się do wiernych, by nie dziwili się nienawiści świata, pamiętając o historii Kaina, który zabił brata dlatego, że jego czyny były dobre, i mówi, że każdy, kto nienawidzi swego brata, jest zabójcą (1 J 3,13-15).
W Liście do Hebrajczyków Abel zostaje przywołany w dwóch miejscach – Hbr 11,4 podkreśla, że ofiara Abla była cenniejsza niż ofiara Kaina dzięki jego wierze, dzięki czemu otrzymał on Boże świadectwo sprawiedliwości; Hbr przywołuje Abla jako typ mesjański mówiąc, że ofiara krwi Chrystusa jest skuteczniejsza niż ofiara krwi Abla.
Ewangelia Mateusza (23,35) i Łukasza (11,51) przywołują Abla jako pierwszego męczennika.

#### Kain i Abel w apokryfach i pseudoepigrafach
Funkcjonująca w tradycji żydowskiej jako apokryf Księga Jubileuszów (znana również jako Leptogenesis, czyli „mała” Księga Rodzaju) rozwija wątek dzieci Adama i Ewy. Według tradycji zawartej w Jub 4,1-9 pierwsi ludzie mieli jeszcze dwie córki, znane jako Azûrâ i Awân, które zostały żonami odpowiednio Seta (w. 11) i Kaina (w. 9). Córki Adama i Ewy a bliźniaczki Kaina i Abla pojawiają się również pod imionami Kelima i Lebuda w chrześcijańskim Proroctwie Pseudo-Metodiusza 118a z VII w. n.e.. Spotkać się można również z imionami Luluwa i Aklia, które pochodzą z etiopskiej Pierwszej Księgi Adama i Ewy 74-75 – jednej z ksiąg należących do tzw. cyklu Adama i Ewy. Według Apokalipsy Mojżesza 1:3, Kain i Abel mieli dodatkowe imiona, odpowiednio Adiaphotos i Amilabes. 

#### Kain i Abel w literaturze rabinicznej
Jeden z najbardziej rozbudowanych pozabiblijnych tekstów żydowskich przedstawiających postać Kaina to midrasz Bereszit rabba 22. Tekst ten stanowi egzegezę biblijnej opowieści i zawiera spekulacje na takie tematy jak ojcostwo Kaina, preferencja Jahwe dla ofiary Abla czy wreszcie konkretna forma znaku danego Kainowi przez Jahwe. Bereszit rabba 22 można podzielić na kilka mniejszych części, podejmujących określone tematy: ojcostwo Kaina i Abla oraz ich rodzeństwo (paragrafy 2–3), natura uchybienia ofiarniczego Kaina (3–6), seria psychodemonologicznych alegorii jecer ha-ra, czyli zantropomorfizowanego „popędu czynienia zła”, (6) kłótnia Kaina i Abla (7–8), sąd Jahwe nad Kainem (9), kara przewidziana dla Kaina (10–12), natura znaku Kaina (12) oraz późniejsze dzieje Kaina (13). 
Bereszit rabba 22 stanowił punkt odniesienia i inspirację dla różnych późniejszych midraszy. I tak np. Pirkej de-rabbi Eliezer 21 wprowadza kilka nowych elementów: ojcem Kaina jest jadący na wężu Samael, natomiast przyczyną zbrodni Kaina jest – oprócz żalu o nieprzyjętą ofiarę z pieczonych nasion lnu – zazdrość o bliźniaczkę Abla, która jest najpiękniejszą kobietą na świecie. Według tego tekstu znakiem od Jahwe jest jedna z liter imienia boskiego napisana na ramieniu Kaina. By uniknąć bycia napadniętym przez dzikie zwierzęta, Kain dostaje również psa, który strzegł wcześniej trzody Abla.

Dodatkowe szczegóły pojawiają się w midraszu Tanchuma Bereszit 9. Tekst opisuje precyzyjnie konflikt Kaina i Abla oraz zaznacza, że choć to Abel był silniejszy, to jednak Kainowi udało się go przechytrzyć. Przytacza się tam też bardzo obrazową przypowieść:
Gdy Święty, niech będzie błogosławiony, zapytał: gdzie jest Abel, twój brat (Rdz 4:8), Kain odpowiedział: nie wiem, czy jestem stróżem mojego brata? Przecież to ty jesteś stróżem wszelkiego stworzenia a wymagasz tego ode mnie. Do czego to można porównać? Do złodzieja, który kradł nocą, ale nie został złapany na miejscu, lecz następnego dnia rano przez odźwiernego. [Odźwierny] zapytał go: czemu ukradłeś to wszystko? Ten odparł: [owszem], jestem złodziejem – nie zaniedbałem jednak mojego rzemiosła. [Tymczasem] ty, którego zadaniem jest stać u drzwi i ich strzec, zawiodłeś w swoim fachu. Jakim prawem więc zwracasz się do mnie w ten sposób?! Tak też Kain odparł: [owszem], zabiłem go – [jednak to ty] stworzyłeś we mnie jecer ha-ra. [Twoim zadaniem jest] strzec wszystkiego, [a jednak] pozwoliłeś mi go zabić. To ty jesteś tym, który go zabił, a który zwie się ja (hebr. anochi)! A gdybyś przyjął moją ofiarę, tak jak przyjąłeś jego, nie byłbym o niego zazdrosny.
Tekst midraszu Tanchuma Bereszit 11 jest też unikalny pod tym względem, że przedstawia szczegóły śmierci Kaina. Według jednej z wersji Kain zamienia się w anioła śmierci, który błąka się po świecie przez 130 lat a według drugiej zostaje omyłkowo zabity strzałą z łuku wystrzeloną przez jego prawnuka, Lamecha.

### Kainici
W II wieku naszej ery istniała sekta gnostyków nazywająca się kainitami, która miała czcić Kaina i sodomitów (Sodoma i Gomora).

### Abelici
Święty Augustyn podaje informacje (De Haer., LXXXVII) o północnoafrykańskiej sekcie abelian. Abelianie zawierali małżeństwa, potępiali jednak współżycie małżeńskie. Adoptowali jednak dzieci, które żyły w ten sam sposób, co przybrani rodzice.

## Kain i Abel w ikonografii

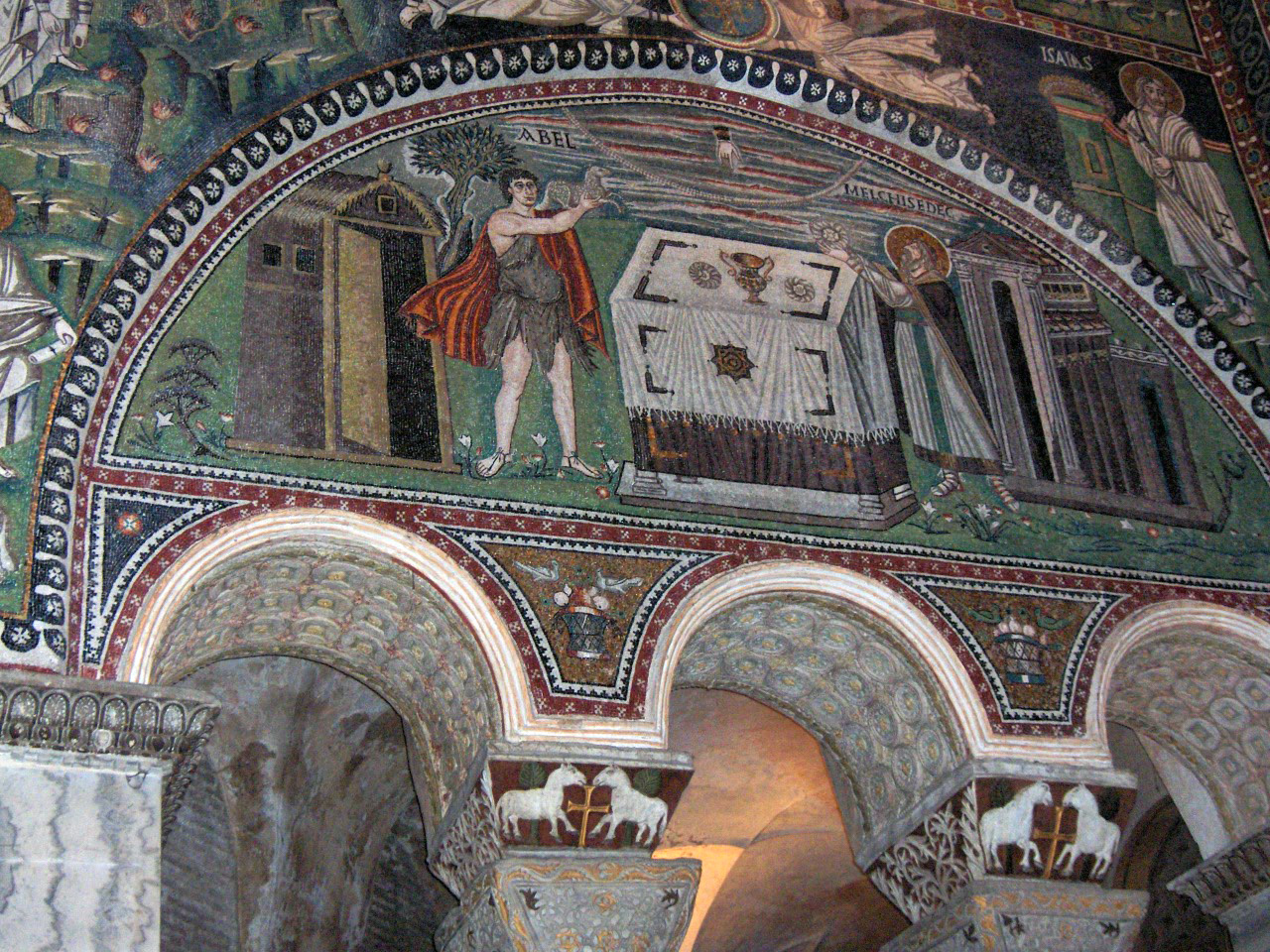
Abel i Melichizedek na mozaice z kościoła S. Vitale w Rawennie

Motyw Kaina i Abla występuje w sztuce wczesnochrześcijańskiej w płaskorzeźbie sarkofagowej i mozaikach, nie występuje natomiast w malarstwie katakumbowym. Ujęty jest w niej często w powtarzający się schemat: Bóg Ojciec (lub – w dwóch przypadkach – Chrystus) zasiada na tronie lub na skale, a bracia przynoszą mu swoje ofiary: Kain kłosy lub (rzadziej) grona, a Abel baranka. Przykładem realizacji takiego schematu jest mozaika zdobiąca kopułę rzymskiego mauzoleum Santa Constanza (V w.).
Odmienną kompozycję posiadają mozaiki kościołów San Vitale i Sant'Apollinare in Classe w Rawennie. Na mozaikach z San Vitale (547) przedstawione są figury mesjańskie, Abel i Melchizedek, postać Kaina nie występuje. Na mozaikach z Sant'Apollinare in Classe (ok. 675) także nie ma Kaina, a przedstawieni są z jednej strony Abel zbliżający się z barankiem do ołtarza, na którym składa ofiarę Melchizedek, z drugiej Abraham i Izaak – baranek Abla jest tu symbolem Jezusa Pasterza lub niezawinionej śmierci.
W VII i VIII w. z pewnymi zmianami motyw zabójstwa Abla przez Kaina pojawił się na miniaturach. Znanym przykładem jest tu paryski Pięcioksiąg Ashburnhama z VII w. (pierwsza ilustracja artykułu).
W średniowieczu i w wieku XVI najczęstszym motywem jest zabójstwo Abla (np. w obrazie Tycjana z weneckiego kościoła Santa Maria della Salute), rzadziej występuje scena składania ofiar, a czasem obie tworzą cykl lub występują łącznie. Różne są też techniki artystyczne zastosowane do przedstawienia Kaina i Abla – może być to malarstwo renesansowe, mozaiki (wenecka Bazylika św. Marka), reliefy (Lorenzo Ghiberti, Drzwi Raju w baptysterium we Florencji).
Motyw Kaina i Abla pojawia się często w sztuce XIX w., przy czym treści ideowe przekazywane w jego ujęciach oraz sam realizacje artystyczne są bardzo różnorodne. Samego Abla jako ofiarę morderstwa przedstawiają m.in. Giovanni Dupré i Jean-Baptiste Stouf. Wiele jest też dzieł ukazujących scenę morderstwa, np. Śmierć Abla Fredericka Leightona. Nowym tematem w sztuce jest przedstawienie Kaina i Abla razem z Adamem i Ewą, np. w pracy Louis-Ernesta Barriasa Adam i Ewa niosą zwłoki Abla. Oryginalnością wyróżnia się obraz Alexandre'a Falguiere'a Kain niosący Abla (1876).
W 1918 roku na terenie zbudowanego na polecenie Lwa Trockiego obozu koncentracyjnego koło Kazania postawiono pomnik poświęcony Kainowi, jako symbol wyzwoliciela, buntownika i rewolucjonisty.